# Salim ibn Sultan
Salim ibn Sultan – imam Omanu w latach 1804–1806.
Wraz ze swym bratem odziedziczył władzę, gdy zmarł ich ojciec Sultan ibn Ahmad w 1804. 14 września 1806 jego brat Sa’id ibn Sultan sam przejął rządy.